# 錦琵琶
錦琵琶（にしきびわ、ニシキビワ）、邦楽器、またその楽器を用いた水藤錦穣が創始した日本琵琶楽の一流派。
大正末期に薩摩琵琶錦心流宗家永田錦心が発案、当時錦心流門下であった水藤玉水、後の錦びわ宗家水藤錦穣が実践、改良し世に広めた薩摩琵琶系統の一種、従来の薩摩琵琶に比べ柱の数と調弦が違う。絃は本来薩摩琵琶と同じ四弦だったが昭和初期に錦穣が考案(高音弦が複弦)した五弦五柱の琵琶が広く知られている。　材質は従来の薩摩琵琶と同一の桑や欅材。撥も薩摩琵琶と同じものを使用する。
昭和30年代以降元門人の鶴田桜玉、後の鶴田流琵琶宗家鶴田錦史が更に改良を加えた錦琵琶を使い、作曲家武満徹との映画音楽や洋楽等で脚光を浴び、その流れが世界的に琵琶の一スタンダードとして認められつつある。